# Rubus laudatus
Rubus laudatus är en rosväxtart som beskrevs av Alwin Berger. Rubus laudatus ingår i släktet rubusar, och familjen rosväxter. Inga underarter finns listade i Catalogue of Life.